# Prieuré de Saint-Thomas
Le prieuré de Saint-Thomas est un prieuré situé à Saint-Thomas (Aisne), en région Hauts-de-France.

## Localisation
Le prieuré est situé sur la commune de Saint-Thomas, dans le département de l'Aisne.

## Historique
Au XVIIe siècle, le prieuré tombe en commende.
En 1791, il est vendu comme bien national.
En 1865, Adolphe de Dion fait des relevés et une description des bâtiments, avant une nouvelle démolition. Vers 1897, l'architecte W. Klein, propriétaire, entreprend une restauration.
Aujourd'hui, le seul vestige encore visible du prieuré est la façade de l'ancienne église de la Trinité de Seincourt.

## Description
Le prieuré est constitué d'environ 10 hectares de jardins, terres, parcs, pièces d'eau et garenne.
Le monument est inscrit au titre des monuments historiques en 1927 et 2008.